# Chevilly-Larue

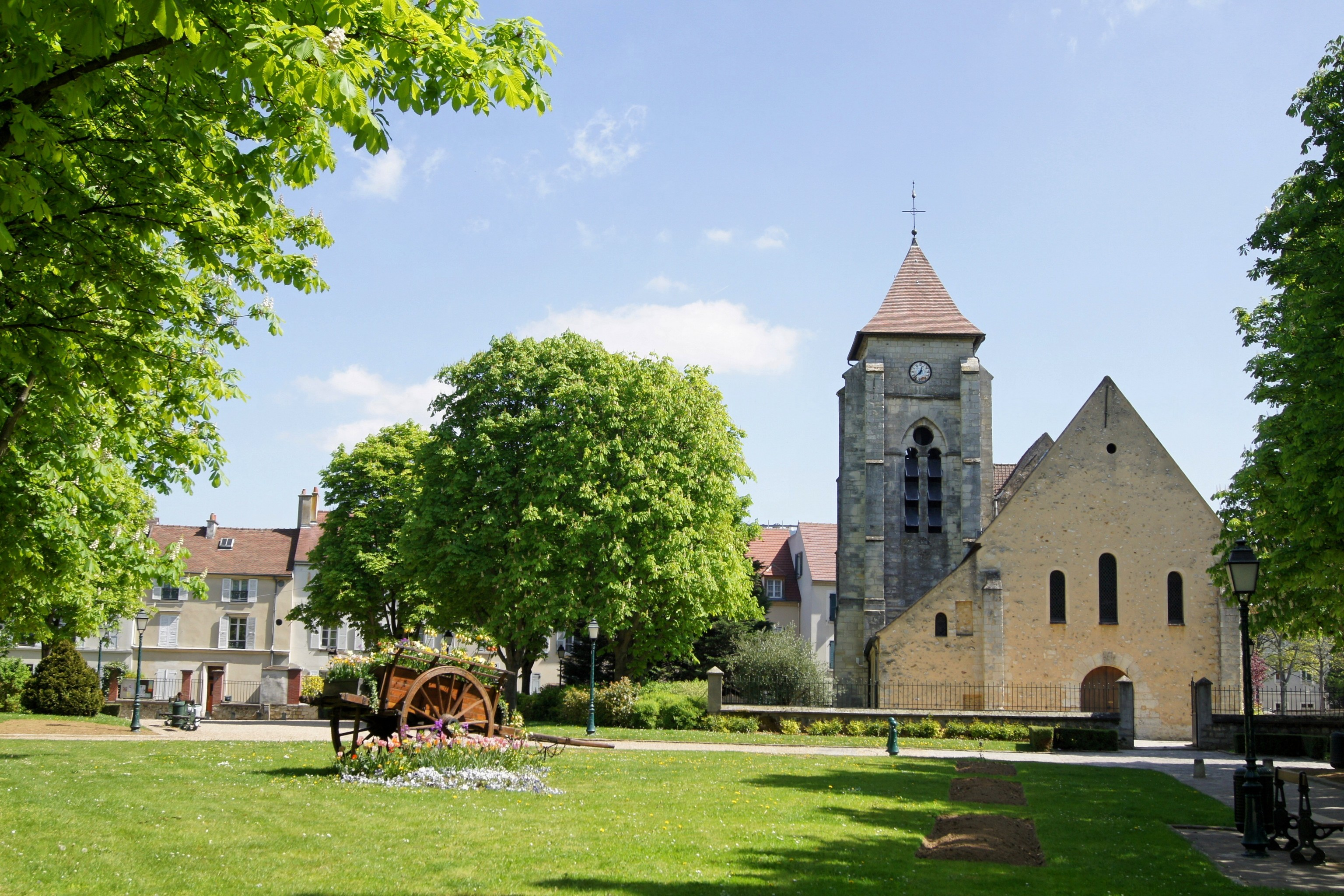
Chevilly-Larue – Église Ste Colombe

Chevilly-Larue ist eine ursprünglich aus zwei Dörfern bestehende französische Gemeinde mit 19.813 Einwohnern (Stand 1. Januar 2022) im Département Val-de-Marne, südlich von Paris in der Region Île-de-France.

## Lage und Klima
Die Gemeinde Chevilly-Larue liegt etwa 20 km (Fahrtstrecke) südlich von Paris in einer Höhe von gut 90 m; die Großmärkte von Rungis sind nur etwa 4 km entfernt. Das Klima ist gemäßigt bis warm; Regen (ca. 650 mm/Jahr) fällt übers Jahr verteilt.

## Bevölkerungsentwicklung
| Jahr                      | 1800 | 1851 | 1901 | 1954  | 1999   | 2017   |
| Einwohner                 | 256  | 274  | 832  | 3.861 | 18.149 | 19.491 |
| Quelle: Cassini und INSEE |      |      |      |       |        |        |

Der stetige Bevölkerungsanstieg seit dem ausgehenden 19. Jahrhundert ist auf den Verlust an Arbeitsplätzen auf dem Lande (Landflucht) infolge der Mechanisierung der Landwirtschaft und die Nähe zum Großraum Paris zurückzuführen.

## Wirtschaft
In früheren Zeiten lebten die Bewohner als Selbstversorger von der Landwirtschaft, zu der auch ein wenig Weinbau und Viehzucht gehörte. Heute pendeln viele Einwohner nach Paris oder arbeiten in Rungis.

## Geschichte
Chevilly, aus dem Lateinischen Civiliacum, geht wahrscheinlich zurück auf das Landgut (villa rustica) eines Gallorömers namens Civilis. Der ehemalige Weiler Larue („Gasse“ bzw. „Straße“) erhielt seinen Namen von der Verbindungsstrecke zwischen L’Haÿ-les-Roses und Fresnes, wo die Siedlung am Ende des Hundertjährigen Krieges gegründet wurde. Erstmals schriftlich erwähnt wurde der Ort in einer Gebietsaufteilungsurkunde aus dem Jahr 829 als Civiliacum. Im Verlauf des Deutsch-Französischen Krieges wurde der Ort im September 1870 durch das Gefecht bei Chevilly in Mitleidenschaft gezogen. Am 5. September 1920 wurde die Kommune per Dekret in Chevilly-Larue umbenannt, um sie namentlich von Chevilly im Département Loiret abzuheben.

## Sehenswürdigkeiten
- Eine erste Kirche Ste Colombe existierte bereits im 6. Jahrhundert; sie wurde jedoch immer wieder umgebaut. Der heutige Zustand stammt im Wesentlichen aus dem 12. (Westfassade) und 13. Jahrhundert (Glockenturm). In den 1980er Jahren wurde die Kirche restauriert; dabei fanden auch archäologische Untersuchungen statt. Der Kirchenbau ist seit 1928 als Monument historique anerkannt.[2]
- Ein aus dem 18. Jahrhundert stammender Pavillon ist ebenfalls denkmalgeschützt.

## Partnerschaften
- Hochdorf, Baden-Württemberg (seit 1978)
- Victoria, Siebenbürgen, Rumänien (seit 1994)
- Martorell, Katalonien, Spanien (seit 1992)
- Pougne-Hérisson, Département Deux-Sèvres (seit 1994)